# ZMD: Zombies of Mass Destruction
ZMD: Zombies of Mass Destruction es una película de comedia de 2010 dirigida por Kevin Hamedani y protagonizada por Janette Armand, Doug Fahl y Cooper Hopkins.

## Argumento
En una playa de la ciudad peninsular de Port Gamble, un residente ciego descubre un zombi podrido arrastrado a la arena y que se despierta.
El 25 de septiembre de 2003, la niña iraní-estadounidense Frida Abbas regresó a Port Gamble, su ciudad natal después de abandonar la Universidad de Princeton. Se encuentra con su vecino, Joe Miller, en una gasolinera con su esposa, Judy, y su hijo adolescente, Brian.
Mientras tanto, la pareja Tom Hunt y Lance Murphy llegan a Port Gamble para decirle a la madre de Tom que es gay. Mientras Tom y Lance exploran la ciudad, muchos residentes de la isla parecen haber sido zombificados, incluido un agente de policía.
Frida llega a su casa y encuentra a su papá, Ali, orando. Frida se escapa de la casa con su novio, Derek.
Tom y Lance están cenando con la madre de Tom, quien revela que un transeúnte la mordió antes en la tienda. Ella va a la cocina a preparar el postre y Tom admite que es gay, mientras que su madre se convierte en zombie e intenta atacar a Lance. Los informativos de televisión afirman, sin ninguna prueba real, que Port Gamble está sufriendo un ataque bioterrorista que convierte a sus víctimas en zombis.
Mientras Frida y Derek están afuera, la cara de Derek es horriblemente arrancada y devorada por un zombi. Ali sale de la casa para buscar a su hija, mientras Frida escapa de un grupo de zombies hacia su casa abandonada y rodeada, donde se topa con Judy, Brian y Joe. Frida y Judy se esconden en el sótano con Brian y Joe; Judy es mordida por un zombi mientras ayuda a Frida a entrar. Joe ve que un terrorista que se atribuye la responsabilidad del brote lleva el mismo collar que Frida. Ata a Frida a una silla y le hace preguntas sobre la historia de Estados Unidos.
Tom y Lance encuentran a la Sra. Bancos. Llegan corriendo a la iglesia local donde el reverendo Haggis, el alcalde Burton, Larry, un matrimonio, una anciana local y otro feligrés están jugando al bingo. Comienzan a tapar las ventanas.
De vuelta en el sótano, Joe clava el pie de Frida al suelo y comienza a mover la llama de un soplete hacia su cara cuando Brian hace un agujero en la cabeza de su padre con un martillo. Brian puede quitar el clavo del pie de Frida justo antes de que Judy zombificada lo ataque y se lo coma. Joe, herido, observa con incredulidad cómo su esposa devora a Brian.
Cuando el alcalde Burton comienza a mostrar signos evidentes de infección, la Sra. Banks sugiere ponerlo en cuarentena en una habitación, lo que hace que el alcalde Burton se rebele contra ella. Tom y Lance sermonean al alcalde Burton, lo que hace que el reverendo Haggis decida convertir a Lance y Tom en heterosexuales drogándolos y haciéndolos ver películas "eróticas" gay. Larry y la pareja casada bajan las escaleras para ayudar a Haggis en el proceso y se encerran en el sótano. El alcalde Burton se reanima en un zombi y le arranca la mandíbula de un mordisco a la mujer mayor, dejando a la Sra. Banks a solas con el zombie. Mientras drogan a Lance, Tom amenaza al grupo con el arma de Larry y los obliga a dejar que la Sra. Bancos en. El alcalde Burton entra con ella. Larry y la pareja rápidamente salen corriendo de la iglesia con Tom, Lance y la Sra. Banks lo sigue, mientras el reverendo Haggis intenta hablar con Burton, pero es golpeado hasta casi matarlo con su propio brazo arrancado.
Frida llega a casa con su padre, quien se convierte en zombie, y se ve obligada a matarlo. Se prepara para suicidarse con la escopeta de su padre pero oye un helicóptero. Ella sale corriendo de la casa hacia un patio de juegos lleno de zombis y Joe Miller, que aún vive. En una lucha, Joe intenta esposar a Frida a un tobogán, pero Frida se suelta, lo esposa al tobogán y sale corriendo. Joe llora porque lo siente y porque fue estúpido. Frida dice que lo perdona pero se niega a liberarlo. Los zombies devoran a Joe. Frida pronto encuentra a Tom, Lance y la Sra. Banks y los salva de un zombie. Parten para buscar el helicóptero donde los soldados estadounidenses los rescatan y los llevan a refugio.
Seis meses después, Port Gamble sale de la cuarentena y comienza a repoblarse. Señora. Banks es ahora alcalde de la ciudad y Frida dirige el restaurante de su difunto padre. Tom y Lance la visitan y le proponen que se quede con ellos en la ciudad de Nueva York. Ella se niega, pero promete que los verá pronto. Tom y Lance abandonan la isla mientras Larry y el matrimonio disfrutan de una comida en el restaurante Frida.

## Reparto
- Janette Armand como Frida Abbas.
- Doug Fahl como Tom Hunt.
- Cooper Hopkins como Lance Murphy.
- Bill Johns como el reverendo Haggis.
- Russell Hodgkinson como Joe Miller.
- Ali Hamedani como Ali Abbas.
- Cornelia Moore como Cheryl Banks.
- James Mesher como alcalde Burton.
- Andrew Hyde como Brian Miller.
- Ryan Barret como Derek Blaine.
- Victoria Drake como Judy Miller.

## Producción
ZMD: Zombies of Mass Destruction se estrenó en el Film Fest DC y se proyectó en el Festival Internacional de Cine de Seattle, el Minneapolis-St. Paul International Film Festival, el Festival de Cine de Los Ángeles y el QFest de Filadelfia. La película se proyecta en 8 Films To Die For, también conocido como After Dark Horrorfest. Se estrenó el 29 de enero en NYC Zombie Village Crawl. El DVD se lanzó el 23 de marzo de 2010 en Estados Unidos e incluía información sobre la realización de la película.